# Netzboot
Als Netzboot versteht man im Allgemeinen ein über das Netzwerk gebootetes Betriebssystem.
Es ist ein Konzept das ab Ende der 1980er öfters zum Einsatz kam, als Festplatten teuer waren, der PC als Nachfolger vom Mainframe aber schon Einzug hielt. Es ist deutlich älter als PXE, das auf Ende der 1990er datiert.
Diese Art des Ladens eines Betriebssystems ist immer dann nötig, wenn der Computer kein lokales Betriebssystem (auf der Festplatte, einer Compact Disc oder einer Diskette) hat. Dies tritt bei diskless Computern (z. B. einigen Bladeservern) auf. Auch als Thin Client bezeichnete Terminals, welche lediglich einen Bildschirm, Eingabegeräte und minimale weitere Hardware mit sich bringen, werden über das Netzwerk gebootet. Konsequent zu Ende gedacht wurde netboot mit dem sog. Network Computer.
Beim Hochfahren wird aller relevanter Code über das Netzwerk transportiert und dann auf dem lokalen Computer ausgeführt. Es steht also im Gegensatz zu Techniken wie VNC, X11-forwarding oder RDP, bei denen nur der Bildschirminhalt übertragen wird.